# مورغان هيكس
مورغان هيكس (بالإنجليزية: Morgan Hicks)‏ هي لاعبة رماية أمريكية، ولدت في 22 مارس 1982 في تاكوما في الولايات المتحدة.

## وصلات خارجية
- مورغان هيكس على موقع الاتحاد الدولي (الإنجليزية)
- مورغان هيكس على موقع اللجنة الأولمبية الدولية (الإنجليزية)
- مورغان هيكس على موقع أوليمبيديا (الإنجليزية)
- مورغان هيكس على موقع اللجنة الأولمبية والبارالمبية الأمريكية (الإنجليزية)